# Maurice Joncas
Pour les articles homonymes, voir Joncas.
Maurice Joncas, né le 26 juin 1936 à Pointe-Jaune en Gaspésie et mort le 13 juin 2021 à L'Anse-aux-Cousins est un écrivain québécois.

## Biographie
Dès 1968, il participe à de nombreux spectacles en tant que metteur en scène, comédien ou membre de l'équipe de production. En 1969, Maurice Joncas a été membre fondateur de la troupe du Théâtre de l'Astran de Gaspé. Artiste multidisciplinaire bien connu dans la péninsule gaspésienne, il pratique également le chant, la participation à des chorales, la peinture, et est un écrivain prolifique, auteur de recueils de poésie, de romans et de textes de chansons. Il a été professeur de français au niveau secondaire pendant 35 ans et est retraité depuis 1996.

## Romans
- Entre la mer et l'exil, 2001, Humanitas  (ISBN 289396222X)[5]
- La chevauchée des pèlerins: Tome 1 : Entre la mer et l'exil, 2001, Humanitas  (ISBN 2893962378)
- La chevauchée des pèlerins: Tome 2 : La route des rêves, 2002, Humanitas  (ISBN 978-2893962375)
- La chevauchée des pèlerins: Tome 3 : Échec et mat, 2004, Humanitas  (ISBN 2893962491)
- Le petit garçon qui cherchait son âme, 2006, Humanitas  (ISBN 2893962793)
- Le dernier repas, 2008, Humanitas  (ISBN 9782893962979)

## Poésie
- D'or... de sang... de bronze..., 1991, Humanitas  (ISBN 2-89396-004-9)
- Images et mirages - écrits de l'anse, 1993, Humanitas  (ISBN 2893960723)
- Eaux-delà - vingt-six chants d'amour en prose, 1997, Humanitas  (ISBN 2-89396-145-2)
- Hyperborée, 1999, Humanitas  (ISBN 2893961959)
- L'espérance retrouvée, 1999, Humanitas  (ISBN 2893961851)
- L'oiseau couché sur son aile, 2000, Humanitas-Nouvelle Optique  (ISBN 2893962092)
- Cantilènes et chants de mer, 2005, Humanitas  (ISBN 2893962602)

## Récits
- Chroniques d'enfance - nouveaux écrits de l'anse, 1996, Humanitas  (ISBN 2-89396-133-9)
- Le vieil homme de la colline, 2006, Humanitas  (ISBN 2893962645)

## Récompenses et distinctions
- 1988 : Citation Chorale de l'Alliance des chorales du Québec[6]
- 1988 : prix Mérite Culturel Gaspésien
- 1994 : prix Gasp'Art Culture
- Mai 1996 : Médaille d'argent de l'Ordre du Mérite octroyé par la Fédération des Commissions scolaires du Québec